# (464026) 2014 WW130
(464026) 2014 WW130 es un asteroide perteneciente al cinturón de asteroides, descubierto el 25 de septiembre de 2009 por el equipo Spacewatch desde el Observatorio Nacional de Kitt Peak (Arizona, Estados Unidos).